# Škalske Cirkovce
Škalske Cirkovce so naselje v Mestni občini Velenje.
Od 2017 dalje spada pod Savinjsko statistično regijo (šifra regije: 04).